# Eragon (joc video)
Eragon este un joc video third-person lansat pentru Xbox 360, PlayStation 2, Xbox și Microsoft Windows, dezvoltat de Stormfront Studios.